# 和歌山県獣医師会
公益社団法人和歌山県獣医師会（こうえきしゃだんほうじんわかやまけんじゅういしかい 英称 Wakayama Veterinary Medical Association）は、和歌山県知事所管の和歌山県の獣医師を会員とする公益社団法人。

## 本部所在地
- 〒640-8268 和歌山県和歌山市広道20　第一田中ビル201号

## 業務内容
- 獣医師会員の学術技能向上のための研修会・講習会事業等の実施
- 和歌山県との動物に関する連携事業
- 疾病している野鳥の保護・救護
- 県内各学校で飼われている動物の飼育指導
- 県内各市町村との連携事業
- 狂犬病の予防接種・防止活動